# Hyalonema pateriferum
Hyalonema pateriferum är en svampdjursart som beskrevs av Wilson 1904. Hyalonema pateriferum ingår i släktet Hyalonema och familjen Hyalonematidae. Inga underarter finns listade i Catalogue of Life.